# Pavetta dolichosepala
Pavetta dolichosepala är en måreväxtart som beskrevs av William Philip Hiern. Pavetta dolichosepala ingår i släktet Pavetta och familjen måreväxter. Inga underarter finns listade i Catalogue of Life.